# Freeke Moes
Freeke Moes (Moergestel, 29 de novembro de 1998) é uma jogadora de hóquei sobre a grama neerlandesa.

## Carreira
Freeke Moes joga hóquei no Amsterdamsche Hockey & Bandy Club na Hoofdklasse holandesa.
Em 2016, Moes fez sua primeira aparição por uma equipe júnior holandesa no EuroHockey Youth Championships em Cork, Irlanda. A equipe holandesa Sub-18 venceu o torneio, com Moes marcando duas vezes durante a campanha. Moes fez sua estreia pela seleção nacional Sub-21 em 2017 no EuroHockey Junior Championships em Valência, Espanha. A equipe holandesa conquistou o ouro no torneio após derrotar a Bélgica por 6 a 0. Em 2019, Moes representou o lado holandês novamente em outro EuroHockey Junior Championship, desta vez como capitão. A Holanda perdeu a final por 3 a 4 nos pênaltis para os anfitriões, Espanha.
Em dezembro de 2018, o técnico da Holanda, Alyson Annan, nomeou Moes para o elenco nacional de 32 jogadores para a FIH Pro League de 2019. Moes fez sua estreia internacional sênior durante o torneio em uma partida contra os Estados Unidos em 16 de fevereiro.
Nos Jogos Olímpicos de Verão de 2024, em Paris, conquistou a medalha de ouro no torneio feminino do hóquei sobre a grama, após vencer a final contra a equipe chinesa por pênaltis.